# Miss Beleza Internacional 2008
Miss Beleza Internacional 2008 foi a 48ª edição do tradicional concurso de beleza feminino de Miss Beleza Internacional, um dos quatro principais certames de beleza do mundo. Essa edição contou com sessenta e três (63) candidatas de diversas partes do mundo em busca do título que pertencia à mexicana Priscila Perales. O evento teve seu ápice final no dia 8 de Novembro na antiga Venetian Arena, hoje denominada Cotai Arena, em Macau, província independente da China. Sob apresentação de Eric Tsang, Dodo Cheng e Astrid Chan, com músicas embaladas por Hacken Lee, Priscilla Chan e Miriam Yeung a vencedora na ocasião foi a representante da Espanha, Alejandra Andreu.

## Resultados

### Colocações
| Posição               | País & Candidata |
| Vencedora             | - Espanha - Alejandra Andreu |
| 2º. Lugar             | - Colômbia - Cristina Díaz Granados |
| 3º. Lugar             | - Polônia - Anna Tarnowska |
| 4º. Lugar             | - China - Chang Wen Liu |
| 5º. Lugar             | - República Checa - Zuzana Putnářová |
| Top 12 Semifinalistas | - Equador - Jennifer Pazmiño - Filipinas - Patricia Medina - Japão - Kyoko Sugiyama - Líbano - Jessica Kahawaty - Porto Rico - Miriam Pabón - Turquia - Gülsün Uslu - Venezuela - Dayana Colmenares |

### Prêmios Especiais
O concurso distribuiu os seguintes prêmios este ano:
| Prêmio              | País & Candidata                    |
| Miss Simpatia       | - El Salvador - Georgina Cisneros   |
| Miss Fotogenia      | - Espanha - Alejandra Andreu        |
| Miss Beleza Natural | - Bielorrússia - Tatyana Rineyskaya |
| Melhor Traje Típico | - Aruba - Nuraisa Lispier           |

### Ordem do Anúncio

#### Top 12
1. China
2. Colômbia
3. República Checa
4. Equador
5. Japão
6. Líbano
7. Filipinas
8. Polônia
9. Porto Rico
10. Espanha
11. Turquia
12. Venezuela

## Candidatas
Disputaram o título este ano:
| - Alemanha - Katharina Bondarenko - Argentina - Yésica Di Vincenzo - Aruba - Nuraisa Lispier - Austrália - Kristal Hammond - Bahamas - Amy Knowles - Bélgica - Charlotte Van de Vijver - Bielorrússia - Tatyana Rineyskaya - Bolívia - Paula Peñarrieta - Brasil - Vanessa Vidal - Canadá - Elena Semikina - China - Chang Wen Liu - Congo - Fatouma Eboundit - Colômbia - Cristina Díaz Granados - Coreia do Sul - Kim Min-Jeong - El Salvador - Georgina Cisneros - Equador - Jennifer Pazmiño - Eslováquia - Lenka Sýkorová - Espanha - Alejandra Andreu - Estados Unidos - Kelly Best - Etiópia - Nardos Tafese - Filipinas - Patricia Medina | - Finlândia - Jaana Taanila - França - Vicky Michaud - Grécia - Sofia Roditi - Guadalupe - Nancy Fleurival - Guatemala - Wendy del Cid - Havaí - Serena Karnagy - Hong Kong - Sire Ma Sai - Índia - Radha Bhrahmbhatt - Indonésia - Duma Silalahi - Itália - Luna Você - Japão - Kyoko Sugiyama - Letônia - Kristina Djadenko - Líbano - Jessica Kahawaty - Libéria - Telena J'Garmonu - Macau - Loi Long Lan - Malásia - Tham Zi Wei - México - Lorenza Bernot - Mongólia - Ochgerel Khulangoo - Noruega - Lisa-Mari Jünge - Nova Zelândia - Rhonda Grant - Panamá - Alejandra Rivera | - Paraguai - Rossana Galeano - Peru - Massiel Vidal - Polônia - Anna Tarnowska - Porto Rico - Miriam Pabón - Reino Unido - Nieve Jennings - República Checa - Zuzana Putnářová - República Dominicana - Mabel Peña - Rússia - Ekaterina Grushanina - Sérvia - Sanja Radinović - Singapura - Tok Wee Ee - Sri Lanca - Faith Landers - Suriname - Mireille Nederbiel - Suécia - Jenny Jansson - Taiwan - Ting Yen Yu - Tanzânia - Jamillah Nyangasa - Tailândia - Phanutsarom Khungit - Turquia - Gülsün Uslu - Ucrânia - Yuliya Galichenko - Venezuela - Dayana Colmenares - Vietnã - Dường Thủy Cao - Zâmbia - Chipo Mulubisha |

## Histórico

### Desistência

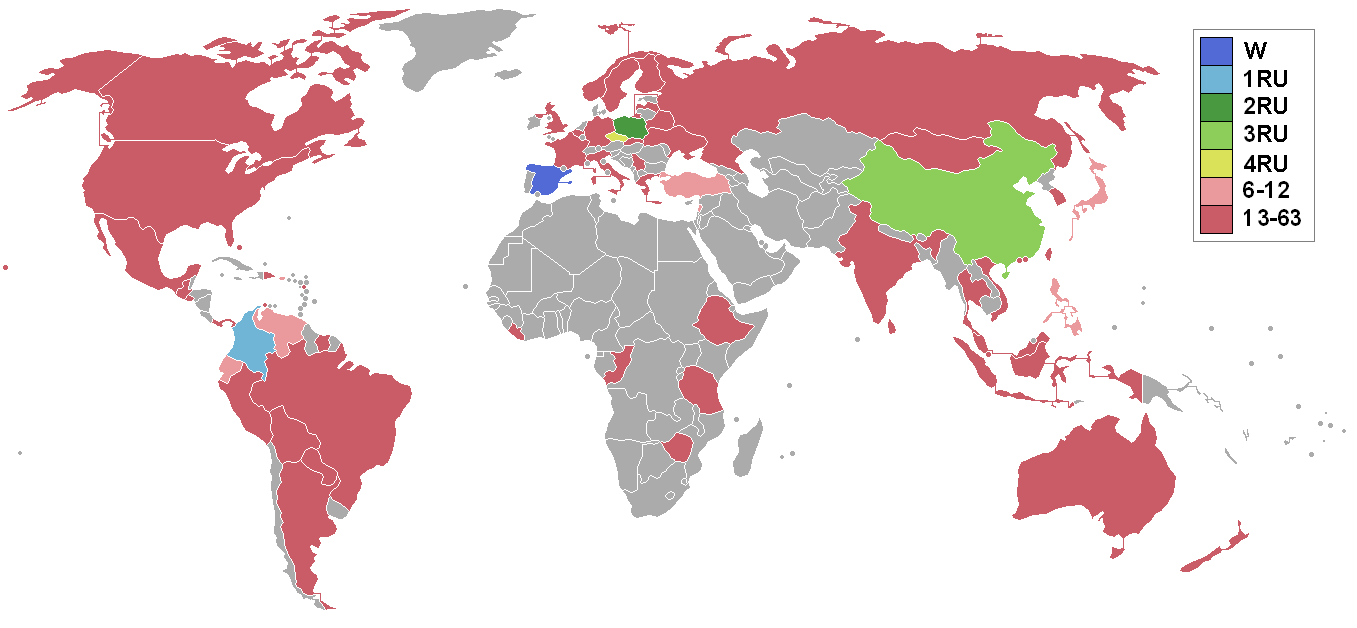
Países participantes no mapa-múndi.

- Costa Rica - Johanna Solano

### Estatísticas
Candidatas por continente:
- Américas: 20. (Cerca de 32% do total de candidatas)
- Europa: 18. (Cerca de 29% do total de candidatas)
- Ásia: 17. (Cerca de 27% do total de candidatas)
- África: 5. (Cerca de 8% do total de candidatas)
- Oceania: 3. (Cerca de 4% do total de candidatas)

### Candidatas em outros concursos
Candidatas deste ano com histórico em concursos:
| Miss Mundo - 2007: Guadalupe - Nancy Fleurival - (Representando Guadalupe em Sanya, na China) - 2007: Letônia - Kristina Djadenko - (Representando a Letônia em Sanya, na China) - 2007: Noruega - Lisa-Mari Jünge - (Representando a Noruega em Sanya, na China) - 2007: Reino Unido - Nieve Jennings - (Representando a Escócia em Sanya, na China) - 2009: Aruba - Nuraisa Lispier - (Representando a Aruba em Joanesburgo, na África do Sul) Miss Universo - 2010: Canadá - Elena Semikina - (Representando o Canadá em Las Vegas, nos Estados Unidos) Miss Terra - 2007: Etiópia - Nardos Tafese - (Representando a Etiópia em Quezon, nas Filipinas) - 2009: Itália - Luna Você - (Representando a Itália em Boracay, nas Filipinas) | Miss Mundo Universitária - 2010: Polônia - Anna Tarnowska (2º. Lugar) - (Representando a Polônia em Seul, na Coreia do Sul) Miss Tourism Queen International - 2009: Rússia - Ekaterina Grushanina (Vencedora) - (Representando a Rússia em Zhengzhou, na China) Top Model of the World - 2012: Itália - Luna Você (Vencedora) - (Representando a Itália em Dortmund, na Alemanha) Miss Continente Americano - 2010: Guatemala - Wendy Del Cid - (Representando a Guatemala em Guaiaquil, no Equador) Rainha Internacional do Café - 2008: Canadá - Elena Semikina - (Representando o Canadá em Manizales, na Colômbia) - 2008: República Dominicana - Mabel Peña - (Representando a República Dominicana em Manizales, na Colômbia) |